# Šizó Kanaguri
Šizó Kanaguri (金栗 四三, 20. srpna 1891, Tamana, Prefektura Kumamoto – 13. listopadu 1983 tamtéž) byl japonský maratonský běžec.
Byl jedním ze dvou atletů, kteří v roce 1912 reprezentovali Japonsko při první olympijské účasti této země. Na start olympijského maratonu nastoupil jako držitel výborného času 2 hodiny 31 minut a 28 sekund, i když nebylo jasné, na jak dlouhé trati ho vlastně dosáhl. Během závodu panovalo ve Stockholmu nezvyklé vedro a Kanaguri patřil mezi ty závodníky, kteří podmínky nezvládli. Na sedmadvacátém kilometru se zhroutil vyčerpáním a ujali se ho obyvatelé nedalekého domu, kteří mu poskytli pití a odpočinek. Když se Japonec zotavil a zjistil, že už nemá šanci do závodu zasáhnout, odcestoval zpět do vlasti. Neinformoval o tom ale pořadatele, takže byl dlouho pokládán za nezvěstného. V roce 1966 přiletěl do Švédska a před televizními kamerami závod dokončil. Jeho výkon tak bývá s nadsázkou označován za nejpomalejší maraton historie s časem přes 54 let.
V roce 1920 se zúčastnil olympiády v Antverpách a skončil v maratonu na šestnáctém místě s časem 2 h 48 m 45 s. V roce 1924 vytvořil nejlepší maratonský výkon roku, 2:36:10. V Japonsku je pokládán za zakladatele vytrvalostních běhů, stál u zrodu štafetového dálkového běhu univerzitních družstev Hakone Ekiden, kde nese cena pro nejlepšího jednotlivce Kanaguriho jméno.